# 蔡文祥
蔡文祥，台灣天文學家，曾任國立中央大學天文研究所所長，現居美國。是在台灣以CCD進行天文觀測的第一人。

## 經歷
蔡文祥於國立中央大學物理系畢業後，於1981年獲得同校物理與天文研究所（該研究所已分拆為天文研究所和物理學系碩士班、博士班）碩士學位，是台灣本土的第一位天文碩士。之後前往美國獲得耶魯大學天文碩士和喬治亞州立大學天文學博士。1989年返回台灣進入國立中央大學物理系任教。1992年國立中央大學天文研究所成立以後曾任第三任所長。現任職於美國GIM電腦公司，並居住於喬治亞州亞特蘭大。

## 研究
蔡文祥是觀測天文學的專家，在台灣就讀碩士班期間就參與國立中央大學科學一館天文台的建設。任教於中央大學期間首度將CCD引進台灣天文界。1990年時蔡文祥在行政院國家科學委員會的支持下進行天文台選址計畫，為鹿林天文台的成立打下基礎，之後鹿林天文台於1999年蔡文祥擔任所長期間落成。蔡文祥在美國住所自行建立了「伊卡美後院天文台」（East-CObb-Marietta-Backyard-Observatory，e-COMBO），並且和臺北市數位遠端遙控天文台進行天文教學合作。

## 榮譽
- 小行星175410，鹿林天文台於2006年4月12日發現。

## 著作
- 《認識天文》，傅學海、蔡文祥，國立空中大學，2001年6月1日，ISBN 9789576614460。

## 外部連結
- 天文所廿週年慶　感念開路先鋒「蔡文祥」
- 天象欣賞：Bigger Dipper--北斗七星另一章 （页面存档备份，存于）
- 老中青三代  談臺灣高等天文教育(中)[]

| 教育職務      | 教育職務                                               | 教育職務      |
| ------------- | ------------------------------------------------------ | ------------- |
| 國立中央大學  |                                                        |               |
| 前任： 孫維新 | 國立中央大學 天文研究所所長 1998年8月1日—2000年7月31日 | 繼任： 陳文屏 |